# Лелюківка
Лелю́ківка — село в Україні, у Шевченківській селищній громаді Куп’янського району Харківської області. Населення становить 41 осіб. До 2020 орган місцевого самоврядування — Гетьманівська сільська рада.

## Географія
Село Лелюківка знаходиться на відстані 3 км від річки Великий Бурлук (правий берег). На відстані 1 км розташоване село Бугаївка (зняте з обліку), за 2 км — село Журавка.

## Історія
- 1922 — дата заснування.
- 12 червня 2020 року, відповідно до Розпорядження Кабінету Міністрів України № 725-р «Про визначення адміністративних центрів та затвердження територій територіальних громад Харківської області», увійшло до складу Шевченківської селищної територіальної громади[1].
- 19 липня 2020 року, в результаті адміністративно-територіальної реформи та ліквідації Шевченківського району, село увійшло до складу новоутвореного Куп'янського району Харківської області[2].